# Televisión de Galicia
Televisión de Galicia (abbreviato in TVG; soprannominato A Galega in gallego o La Gallega in spagnolo) è il primo canale televisivo pubblico della comunità autonoma spagnola della Galizia, facente parte, insieme a TVG2 e Radio Galega, della Compañía de Radio-Televisión de Galicia (CRTVG).

## Storia
La Televisión de Galicia ha iniziato le sue trasmissioni regolari il 24 luglio 1985, vigilia del Día de Galicia. La prima trasmissione fu un'inaugurazione, nella spianata laterale del centro di produzione e di trasmissione di San Marcos. Il monoscopio andò in onda alle 18.30 e un'ora più tardi iniziò la prima trasmissione. 
Dopo un periodo di sperimentazione, le trasmissioni regolari iniziarono il 29 settembre dello stesso anno con 39 ore di trasmissione alla settimana. Attualmente trasmette 24 ore su 24 con un 80% di autoproduzioni. Il 31 dicembre 1996 iniziarono le trasmissioni del canale satellitare TVG América. Il 17 maggio dell'anno seguente inizia a trasmettere su Internet, divenendo uno dei primi canali televisivi europei in tal ambito.
Dal 2009 è affiancata dal secondo canale TVG2.

## Trasmissione
Dagli studi centrali della CRTVG a San Marcos, nei pressi di Santiago di Compostela, la TVG trasmette una programmazione totalmente in gallego, eccettuando alcuni annunci che restano in spagnolo, così come i notiziari destinati al canale Galicia TV América.
Quattro provincie galleghe (Vigo, La Coruña, Santiago, Orense y Lugo) trasmettono quotidianamente un proprio telegiornale disconnettendosi dalla sede centrale. 
Molti spazi della rete televisiva sono affidati a vari produttori come Productora Faro (Vigo), CTV (Santiago) o Voz Audiovisual (La Coruña).